# بين ستاروستا
بين ستاروستا (بالبولندية: Ben Starosta)‏ هو لاعب كرة قدم بولندي في مركز ظهير ‏، ولد في 7 يناير 1987 في شفيلد في المملكة المتحدة. شارك مع منتخب بولندا تحت 20 سنة لكرة القدم ومنتخب بولندا تحت 21 سنة لكرة القدم. أما مع النوادي، فقد لعب مع برادفورد سيتي وشيفيلد يونايتد وليخيا غدانسك وميدز ليجنيكا ونادي ألدرشوت تاون ونادي برينتفورد ونادي تاموورث ونادي دارلنجتون ونادي غلوبال.

## وصلات خارجية
- بين ستاروستا على موقع الاتحاد الدولي (مؤرشف)  (الإنجليزية)
- بين ستاروستا على موقع قاعدة بيانات كرة القدم.إي يو (الإنجليزية)
- بين ستاروستا على موقع Soccerbase.com (لاعب) (الإنجليزية)
- بين ستاروستا على موقع Soccerway.com (الإنجليزية)